# Kominy
Kominy – wieś w Polsce, położona w województwie kujawsko-pomorskim, w powiecie brodnickim, w gminie Brodnica.

## Podział administracyjny
W latach 1975–1998 miejscowość administracyjnie należała do województwa toruńskiego.

## Demografia
Według Narodowego Spisu Powszechnego Ludności i Mieszkań z 2021 r. Kominy liczyły 241 mieszkańców. Są szesnastą co do wielkości miejscowością gminy Brodnica.